# Shrīgonda
Shrīgonda är en ort i Indien.   Den ligger i distriktet Ahmadnagar och delstaten Maharashtra, i den centrala delen av landet, 1 100 km söder om huvudstaden New Delhi. Shrīgonda ligger 558 meter över havet och antalet invånare är 28 208.
Terrängen runt Shrīgonda är platt, och sluttar söderut. Runt Shrīgonda är det ganska tätbefolkat, med 179 invånare per kvadratkilometer. Shrīgonda är det största samhället i trakten. Trakten runt Shrīgonda består till största delen av jordbruksmark.